# ویر ریور
ویر ریور (به انگلیسی: Ware River) رودخانه‌ای است که در ایالات متحده آمریکا جریان دارد.